# Зигомар
Зигомар је српски стрипски јунак којег су створили сценариста Бранко Видић и цртач Никола Навојев. Стрип је објављен први пут у Микијевом царству 1939. године. Укупно је изашло шест епизода. 
Зигомар је био један од најомиљенијих ликова масовне културе у Краљевини Југославији. Рекламиран је као „врхунац узбудљивости, врхунац сензација, врхунац свега што је до сада створено!“. 

## Богдановићев Зигомар
Када је 1940. Навојев — цртајући стрип до последњих часова — умро због туберкулозе у својој 27. години, серијал је преузео Душан Богдановић. Први наставак је изашао у фебруару 1941, а последњи 9. априла, три дана након бомбардовања Београда, што је био и последњи број Микијевог царства. 
Ова епизода је јавно комплетирана скоро седам деценија касније, када је 2009. објављен албумски репринт са последње четири табле које су недостајале, а које је пронашао београдски историчар и уредник Здравко Зупан.

## О лику Зигомара
Почетно надахнуће за Зигомара био амерички Фантом, па је и српски јунак маскиран и бори се против криминала по целом свету. У епизоди „Зигомар против Фантома“ дошло је и до борбе између ова два јунака, што је једно од првих суперхеројских „укрштања“ икада. Слично дугодеценијском америчком рецепту, и Зигомар има пратиоца и доброг пријатеља (амер. sidekick) малог Кинеза Чи-Јанга.
Име Зигомар је узето по јунаку из француске петпарачке књижевности с почетка 20. века, али даљих сличности између француског и српског јунака нема.

## Изворна стрипографија у „Микијевом царству“
1. „Зигомар” 1939. (цртеж Никола Навојев)
2. „Зигомар против Фантома” 1939. (цртеж Никола Навојев)
3. „Невеста богова” 1939. (цртеж Никола Навојев)
4. „Бич правде” 1940. (цртеж Никола Навојев)
5. „Мистерије Египта” 1940. (цртеж Никола Навојев)
6. „Летећи Зигомар” 1940/41. (цртеж Душан Богдановић) недовршено

## Поновна објављивања после 2. светског рата
- „Зигомар“, Караван, Дечје новине 1971.
- „Зигомар против Фантома“, Пегаз бр. 3-4, 1975, уредник Жика Богдановић
- „Зигомар против Фантома“, Политикин Забавник бр. 1935, 1989.
- Албум Летећи Зигомар (последња епизода), „Stella“, Београд, 2008, уредник Здравко Зупан (први пут објављене последње четири табле).
- Албум Зигомар (прва епизода), „Златно доба“ бр. 6, „Комико“, Нови Сад 2010, уредник Вук Марковић
- Књига-интеграл Зигомар – маскирани праведник (све епизоде),  уредник и приређивач Здравко Зупан, писци пропратних студија: Здравко Зупан и Саша Ракезић, Културни центар Панчево, 2012.